# Оржедёй
Оржедёй (фр. Orgedeuil) — коммуна во Франции, находится в регионе Пуату — Шаранта. Департамент — Шаранта. Входит в состав кантона Монброн. Округ коммуны — Ангулем.
Код INSEE коммуны — 16250.
Коммуна расположена приблизительно в 380 км к югу от Парижа, в 100 км южнее Пуатье, в 27 км к востоку от Ангулема.

## Население
Население коммуны на 2008 год составляло 222 человека.
| 1962 | 1968 | 1975 | 1982 | 1990 | 1999 | 2008 |
| ---- | ---- | ---- | ---- | ---- | ---- | ---- |
| 284  | 244  | 213  | 207  | 245  | 207  | 222  |

## Экономика
В 2007 году среди 118 человек в трудоспособном возрасте (15—64 лет) 84 были экономически активными, 34 — неактивными (показатель активности — 71,2 %, в 1999 году было 59,7 %). Из 84 активных работали 74 человека (42 мужчины и 32 женщины), безработных было 10 (5 мужчин и 5 женщин). Среди 34 неактивных 7 человек были учениками или студентами, 14 — пенсионерами, 13 были неактивными по другим причинам.

## Фотогалерея

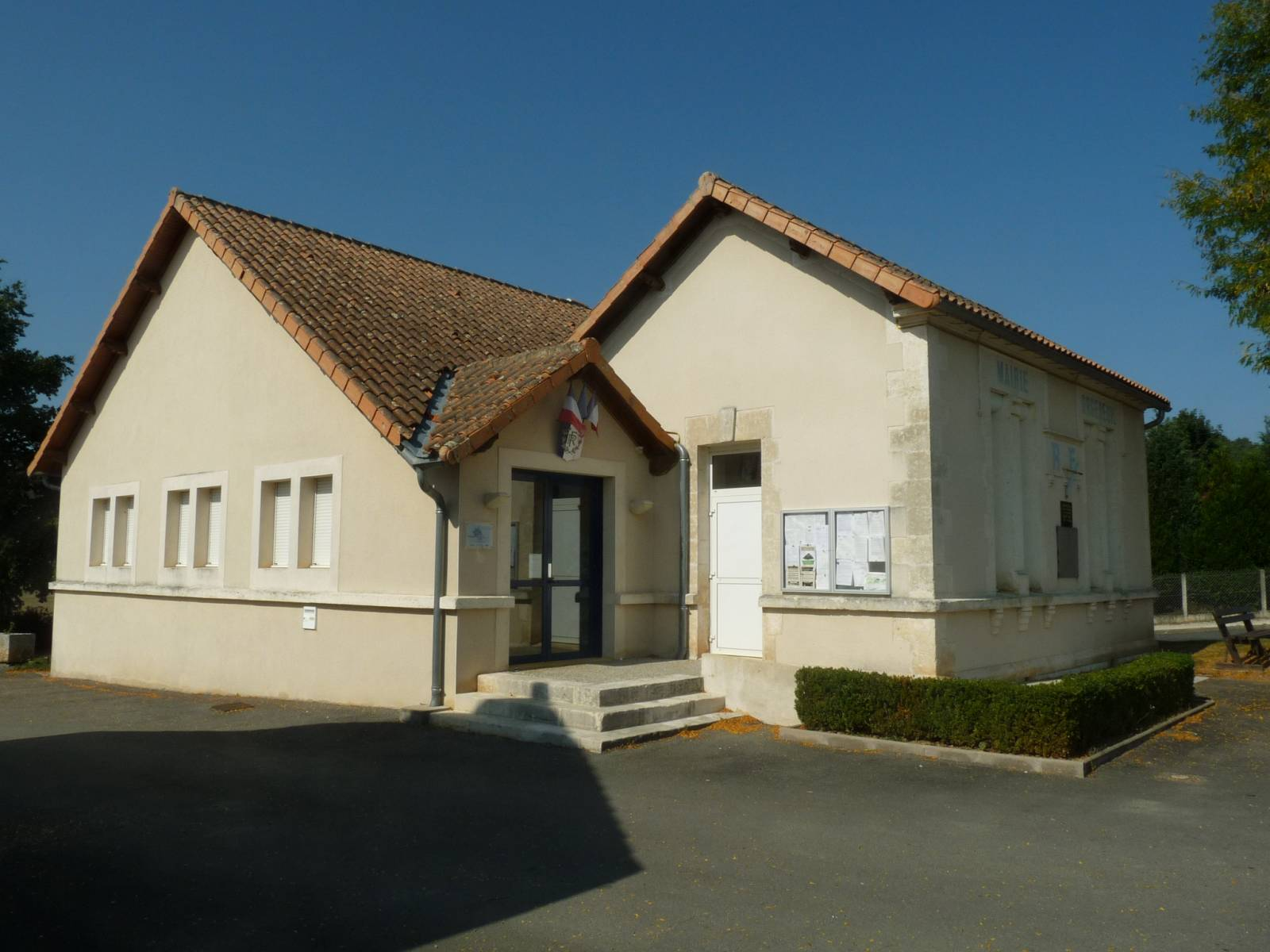
Мэрия
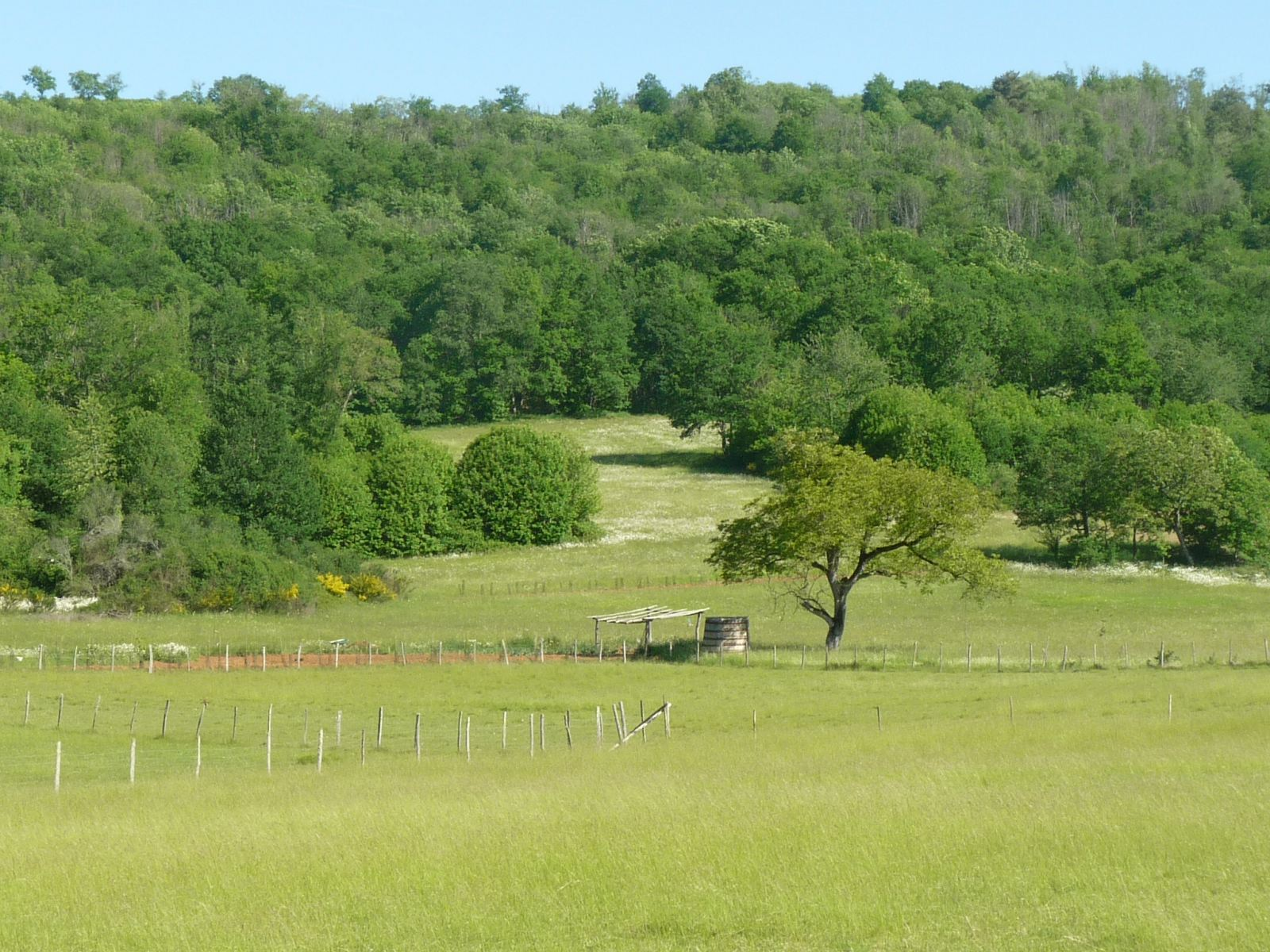
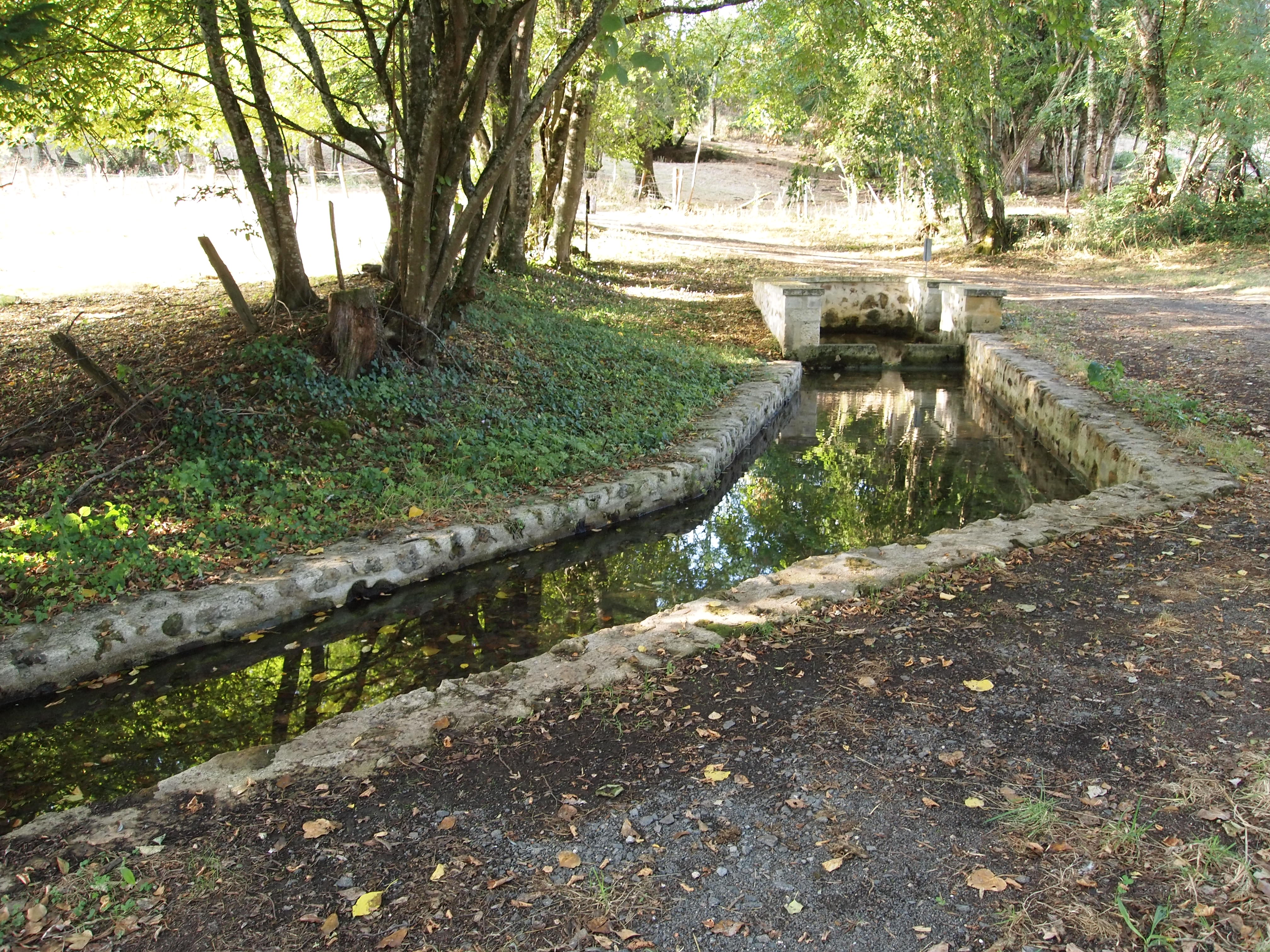